# Vachères
Vachères – miejscowość i gmina we Francji, w regionie Prowansja-Alpy-Lazurowe Wybrzeże, w departamencie Alpy Górnej Prowansji.

## Demografia
Według danych na rok 1990 gminę zamieszkiwały 212 osoby, a gęstość zaludnienia wynosiła 9 osób/km². W styczniu 2015 r. Vachères zamieszkiwało 270 osób, przy gęstości zaludnienia wynoszącej 11,5 osób/km².